# Ансерма (язык)
Ансерма (Anserma, Anserna) — мёртвый чокоанский язык. Включал диалекты: ансерма, который раньше был распространён в департаментах Кальдас, Киндио и Рисаральда, и караманта (Caramanta), на котором говорили в муниципалитете Хардин, около городов Анд и Кристьяния, департамента Антьокия в Колумбии.